# مسجد عاشور باکو

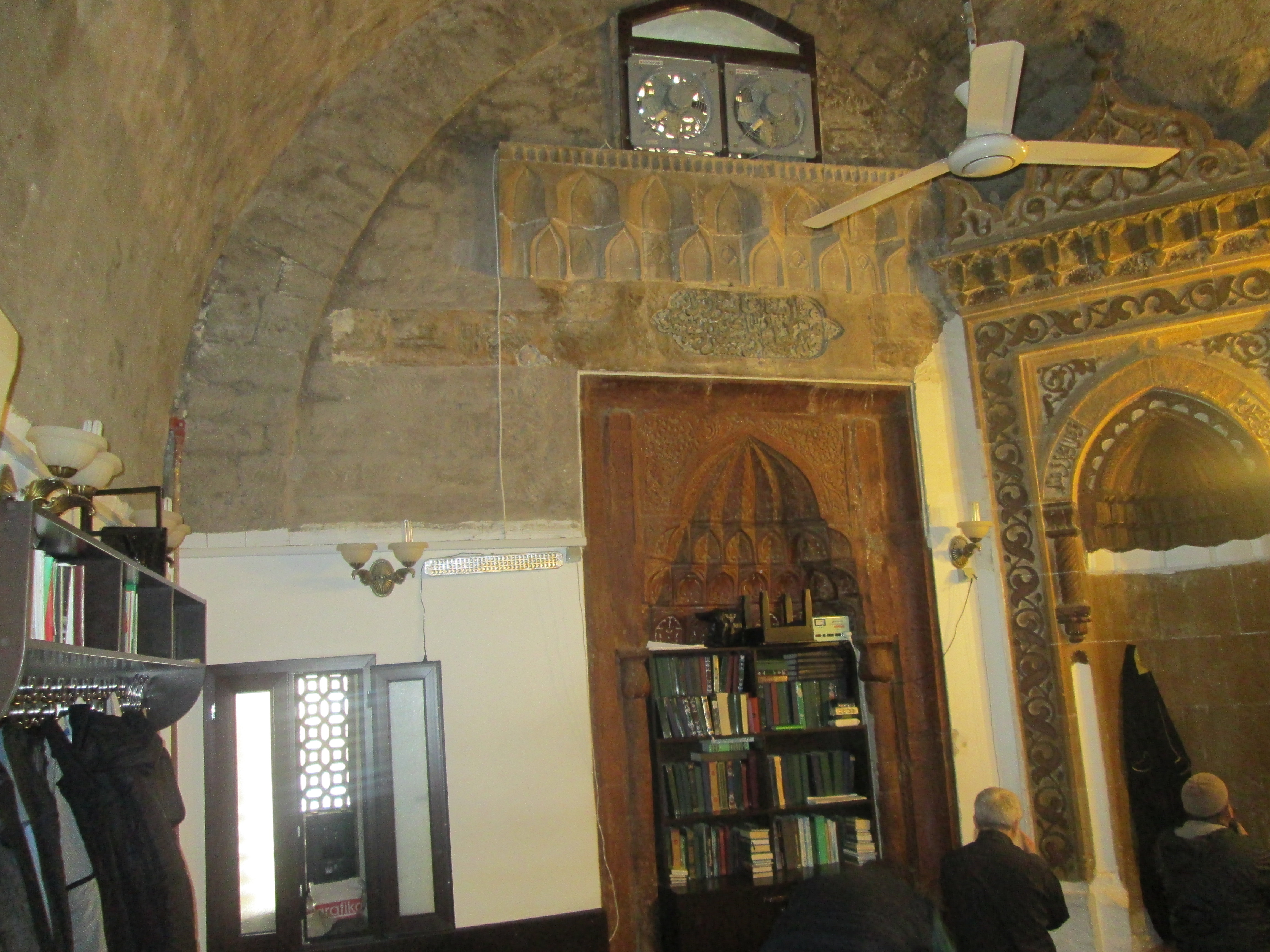
نمای درونی مسجد عاشور

مسجد عاشور (به ترکی آذربایجانی- Aşur Məscidi) در سال ۱۱۶۹ توسط استاد «نجف عاشور بن ابراهیم» ساخته شده‌است.

## دربارهٔ مسجد
مسجد در بخش شهر قدیمی باکو، در خیابان «آساف زینالّی» واقع شده‌است. مسجد به «مسجد لَزگی» نیز معروف می‌باشد. نام دوم مسجد با رونق و گسترش عرصهٔ نفت در قرن نوزدهم ارتباط دارد. در نتیجه این توسعهٔ زمینهٔ نفت، اتباع برخی کشورها، از جمله داغستان برای کسب و کار راه باکو را در پیش گرفتند. این مسجد از سوی کارگران «لزگی» برای انجام عبادت‌هایشان مورد استفاده واقع شده‌است.

## شکل معماری مسجد
شکل مسجد عاشور به صورت متوازی‌السطوح است. در سمت جنوبی ساختمان دو پنجره کوچک وجود دارد. ورودی مسجد کوچک و قوسی شکل است که به نمازخانه منتهی می‌شود.
در سال ۱۹۷۰، مسجد تحت بازسازی قرار گرفت و پس از تکمیل بازسازی، بر اثر حفاری‌های باستان شناختی، دو طاق نیم کروی متعلق به عهد ساسانیان در آذربایجان یافته شد. این‌ها در قسمت جنوبی مسجد پیدا شده‌اند.

## نگارخانه

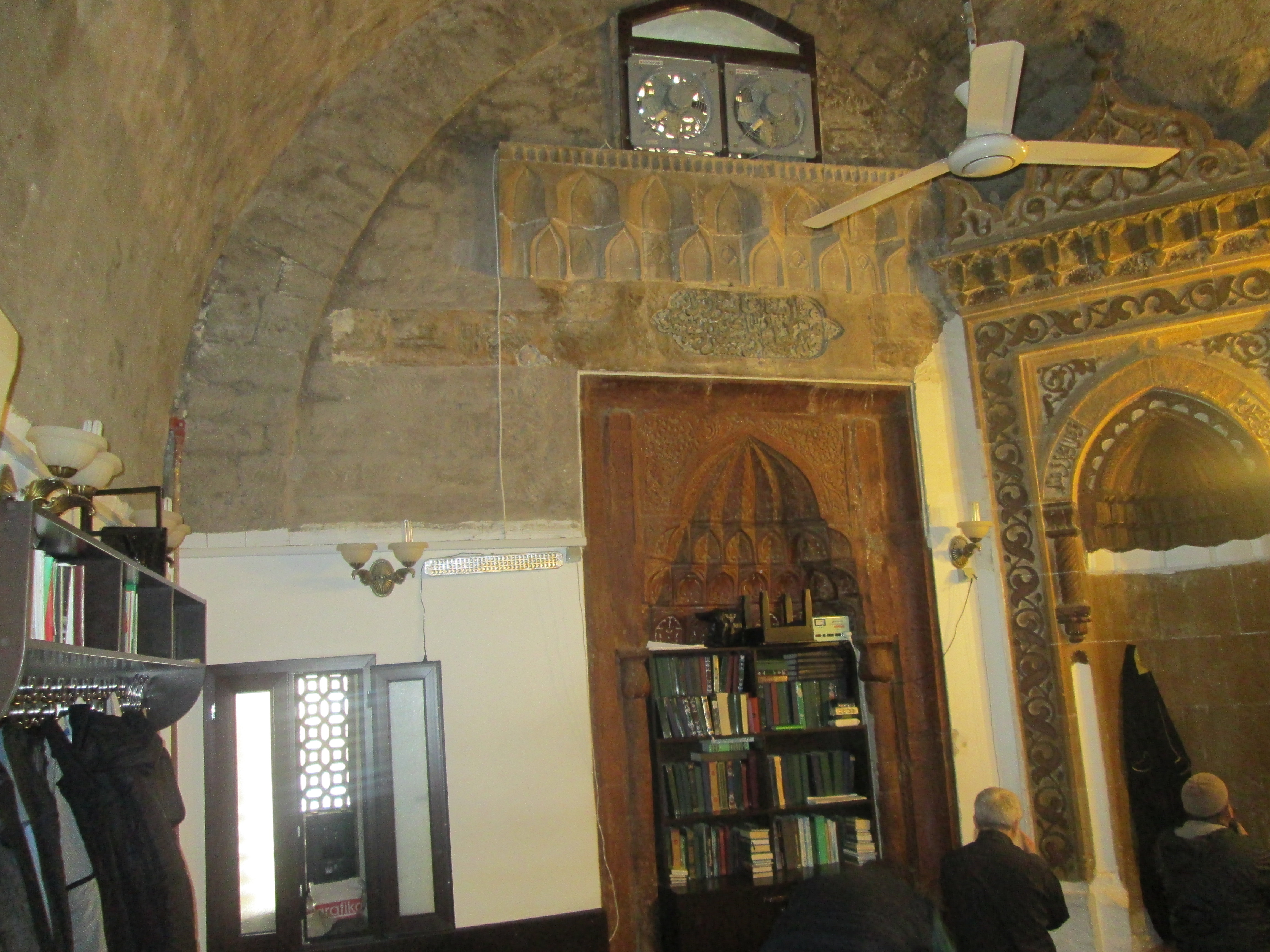
نمای داخلی مسجد عاشور
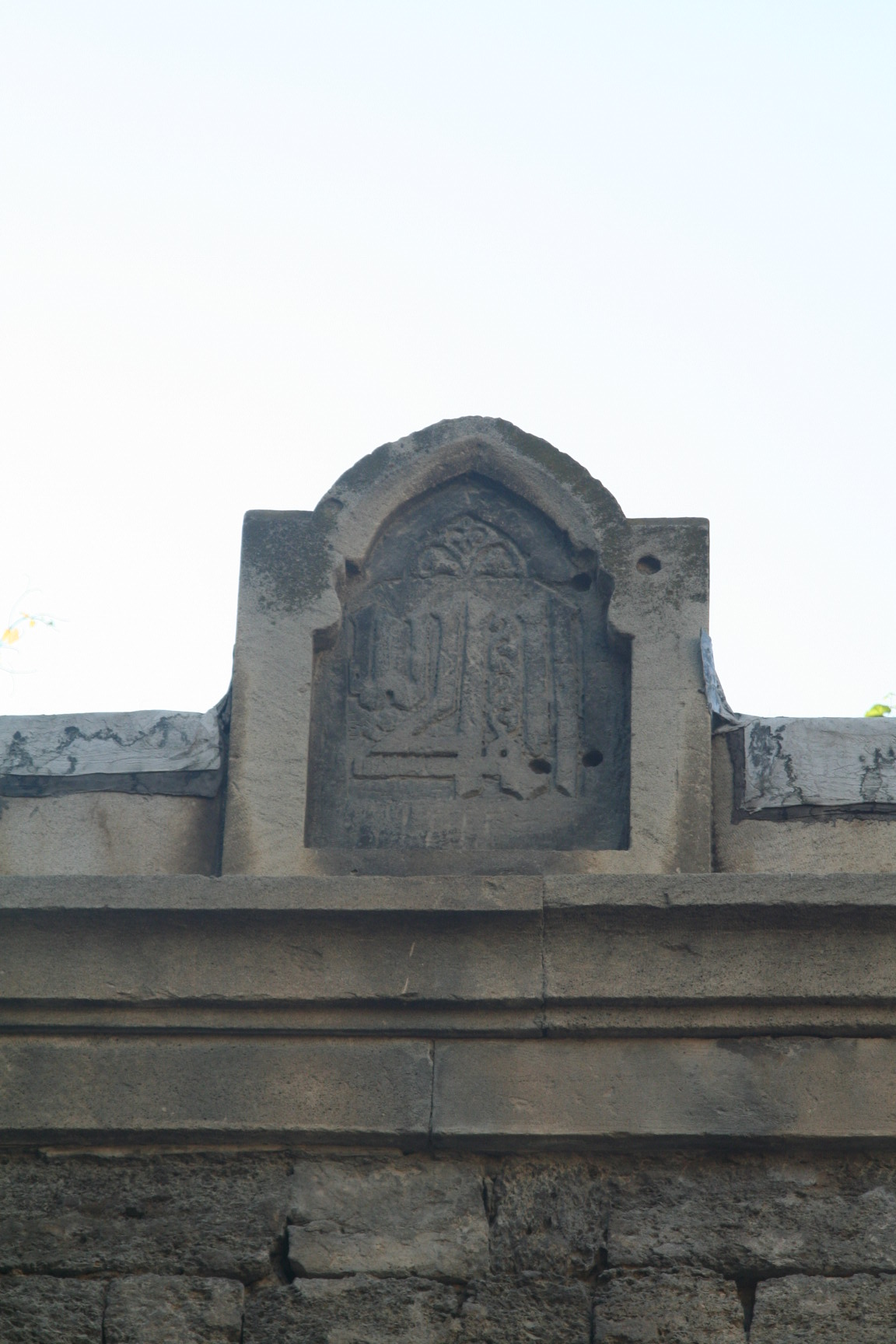
کتیبه‌ای در مسجد عاشور
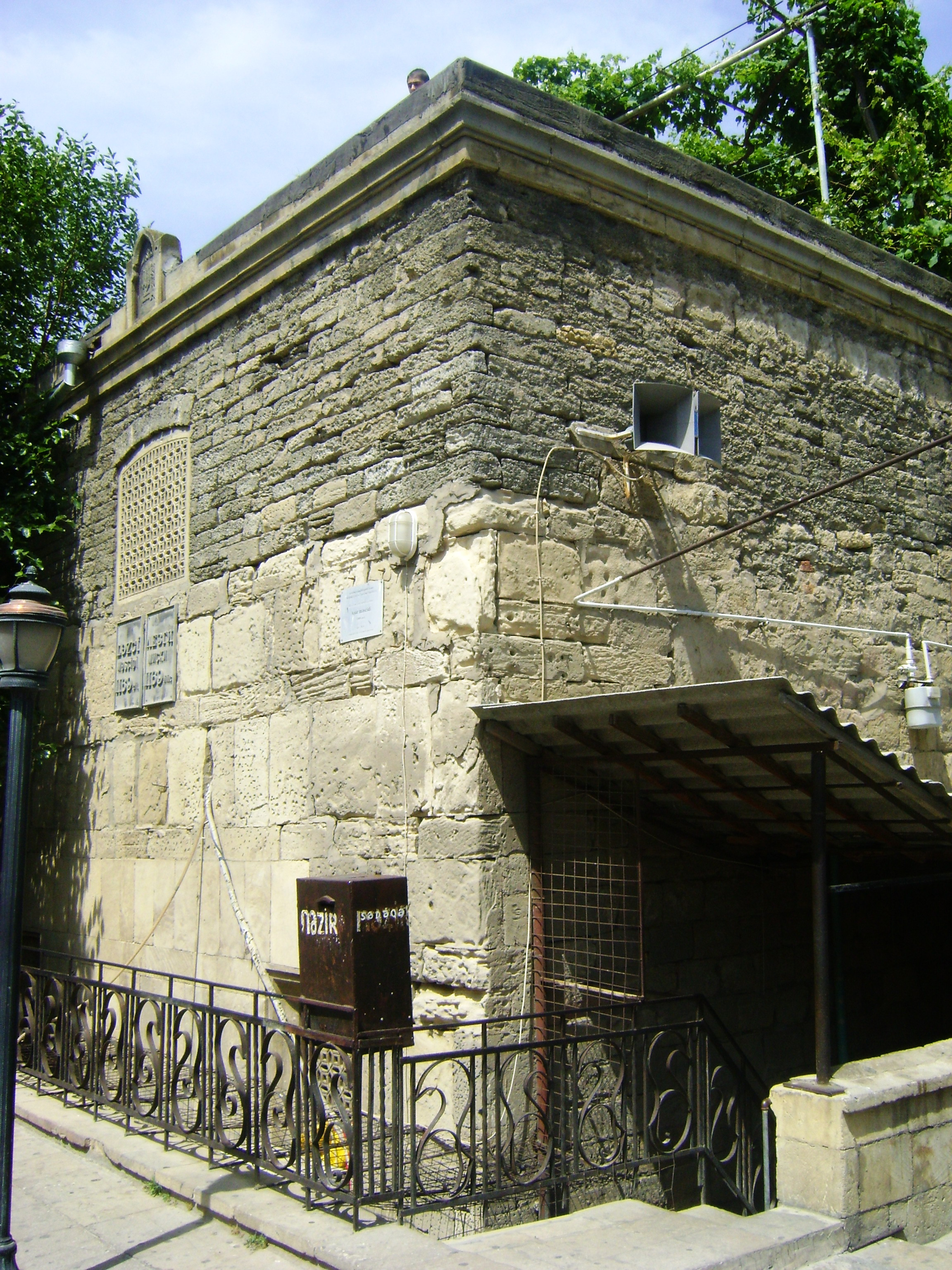
مسجد عاشور واقع در شهر قدیمی